# Камыш-Джилга
Камы́ш-Джилга́ (также Чит-Оба; укр. Камиш-Джилга, крымскотат. Qamış Cılğa, Къамыш Джылгъа) — балка на юго-востоке Керченского полуострова, длиной 10,0 км, с площадью водосборного бассейна 26,1 км². Исток балки находится в 1 км юго-западнее горы Красный Курган, пролегает в южном направлении. Впадает в Чёрное море у села Яковенково. У балки 4 безымянных притока, в устье балки сооружён пруд Яуше-тыйнак. В маловодной балке ранее располагалось 4 селения. Водоохранная зона балки установлена в 100 м.